# Iglesia de San Miguel (Brañosera)
La actual ermita de San Miguel es lo que queda de la primera iglesia conocida que tuvo el pueblo de Brañosera.
Su datación más aproximada y fidedigna corresponde al siglo XII, según atestigua la placa de consagración que aún se conserva, correspondiente al año 1118:

Pascual, obispo de Burgos, consagró esta iglesia en honor de San Miguel Arcángel y guardó reliquias de otros santos el día 24 de enero en la era de 1156

Sin embargo, es probable que la escritura se refiera a un templo erigido sobre otro anterior del siglo IX, al que se referiría la famosa Carta puebla otorgada por el conde Munio Núñez:

Et populavimus infra ipsa longa silva Brania-Ossaria ecclesie Sancte Michaelis archangeli

Poco más queda de la fábrica original, y los deteriorados restos que permanecen hacen difícil seguir la evolución del templo hasta llegar al estado actual, un edificio muy reducido anexo al cementerio de la localidad, a la salida del pueblo y en su punto más alto.
La planta de la actual ermita es cuadrangular, lo que fuera cabecera original de la iglesia románica, sobre la que se levantan los muros de sillería de roca caliza del país. Se observan además los restos de un arco de cañón apuntado, de construcción probablemente moderna, en lo que debió ser el acceso a la bóveda principal, hoy desaparecida. Permanecen en el interior una pequeña capilla lateral, y el primitivo ábside está rodeado de una moldura escocesa y baquetón.